# Sándor Takács
Sándor Takács, właśc. Károly Sydlauer (ur. 10 lutego 1893 w Miszkolcu, zm. 22 kwietnia 1932 w Budapeszcie) – węgierski szachista, medalista olimpijski.
W 1928 roku wspólnie z Ernstem Grünfeldem wygrał turniej w Wiedniu. Podzielił I miejsce z Edgarem Collem i Frankiem Marshallem w Hastings, w 1929 roku. W tym samym roku, w silnie obsadzonym turnieju w Rogaškiej Slatinie zajął III miejsce, wspólnie z Gézą Maróczym i Vasją Pircem, za Akibą Rubinsteinem i Salomonem Flohrem. Na olimpiadzie Hamburgu w 1930 roku zdobył srebrny medal w reprezentacji Węgier.
Według retrospektywnego systemu Chessmetrics, najwyżej sklasyfikowany był we wrześniu 1926 r., zajmował wówczas 20. miejsce na świecie.